# تپه شهر سوخته ۱۸۹
تپه شهر سوخته ۱۸۹ مربوط به هزاره سوم قم است و در شهرستان زابل، بخش شیب آب، دهستان لوتک، روستای حومه شهر سوخته، ۱۱/۸ک متری جنوب شرقی پایگاه باستان‌شناسی شهر سوخته واقع شده و این اثر در تاریخ ۱۵ اسفند ۱۳۸۵ با شمارهٔ ثبت ۱۷۹۶۰ به‌عنوان یکی از آثار ملی ایران به ثبت رسیده است.